# Cássio Horta Magalhães
Cássio Horta Magalhães (Coronel Fabriciano, 20 agosto 1990) è un ex calciatore brasiliano, di ruolo attaccante.

## Carriera
Ha giocato tre partite in UEFA Europa League.